# Federico de Anhalt-Harzgerode
Federico de Anhalt-Harzgerode (16 de noviembre de 1613, Ensdorf, Baviera - 30 de junio de 1670, Plötzkau) fue un príncipe alemán de la Casa de Ascania y primer gobernante del principado de Anhalt-Harzgerode.
Era el cuarto hijo varón (aunque el tercero sobreviviente) del Príncipe Cristián I de Anhalt-Bernburg, con su esposa Ana, hija de Arnaldo III de Bentheim-Steinfurt-Tecklenburg-Limburg. De hecho él era el mernor de los hijos de sus padre que alcanzó la edad adulta: su hermano menor, Federico Luis, nacido en 1619, murió en la infancia.

## Vida
Después de la muerte de su padre en 1630, Federico y su hermano Ernesto fueron excluidos del gobierno de Anhalt-Bernburg por su hermano mayor Cristián II. Ernesto murió dos años después, soltero y sin hijos.
Solo en 1635 Cristián II concluyó un tratado para dividirse el principado con Federico, entonces su único hermano sobreviviente, quien recibió Harzgerode.
Federico gobernó su pequeño principado sin complicaciones por casi treinta años, hasta 1665, cuando la extinción de la línea de Anhalt-Plötzkau cambió la división original de los principados de Anhalt. Plötzkau fue devuelto a Anhalt-Bernburg, del que había sido originalmente extraído para crear un nuevo principado; Cristián II concedió este territorio a Federico, quien se trasladó ahí hasta su muerte, cinco años después.
De 1660 a 1668, Federico fue presunto heredero del principado de Anhalt-Bernburg, precedido solo por su sobrino Víctor Amadeo.

## Matrimonio e hijos
En Bückeburg el 10 de agosto de 1642 Federico contrajo matrimonio con Juana Isabel (Dillenburg, 7 de enero de 1619 - Harzgerode, 2 de marzo de 1647), hija del Príncipe Juan Luis de Nassau-Hadamar. Tuvieron tres hijos:
1. Guillermo Luis, Príncipe de Anhalt-Harzgerode (Harzgerode, 18 de agosto de 1643 - Harzgerode, 14 de octubre de 1709).
2. Ana Úrsula (Harzgerode, 24 de junio de 1645 - Harzgerode, 25 de febrero de 1647).
3. Isabel Carlota (Harzgerode, 11 de febrero de 1647 - Osterholm, 20 de enero de 1723), desposó el 25 de agosto de 1663 al Príncipe Guillermo Luis de Anhalt-Köthen, y después por segunda vez el 6 de octubre de 1666 al Duque Augusto de Schleswig-Holstein-Sonderburg-Plön-Norburg.

En Harzgerode el 26 de mayo de 1657 Federico contrajo matrimonio por segunda vez con Ana Catalina (Brake, 31 de julio de 1612 - Harzgerode, 15 de octubre de 1659), hija del Conde Simón VII de Lippe-Detmold. Esta unión no tuvo hijos.